# Mariana Arimori
Mariana Mie Arimori (São Paulo, 23 de maio de 1986) é uma jogadora de badminton brasileira. 

## Trajetória esportiva
Começou a jogar badminton em 1999, incentivada pelo primo. Na época ela praticava ginástica olímpica, mas acabou trocando os tablados pela quadra.
Participou da equipe brasileira nos Jogos Pan-Americanos de 2007, no Rio de Janeiro.

### Principais títulos
- Prêmio Brasil Olímpico 2006, conferido pelo Comitê Olímpico Brasileiro (COB), para os melhores atletas de cada esporte[3][1]
- Encerrou o ano de 2006 como primeira do ranking nacional feminino, na categoria simples feminino e duplas mistas[1]
- Campeã do campeonato nacional de Blumenau, em 2005
- Vice-campeã nos nacionais de Curitiba e Campinas, em 2006
- Terceiro lugar no Pan-Americano Juvenil de 2004 em Lima, no Peru[1]
- Oitavas de final nos Jogos Pan-Americanos Rio 2007